# Raymond Robinson
Raymond Leonard "Ray" Robinson (Joanensburgo, 3 de setembro de 1929) é um ex-ciclista sul-africano, que foi especialista em competições de ciclismo em pista.
Competiu representando o seu país nas Olimpíadas de Helsinque 1952, onde conquistou uma medalha de prata na prova de tandem, fazendo par com Thomas Shardelow; e uma de bronze em 1 km contrarrelógio, atrás de Russell Mockridge e Marino Morettini. Ainda em Helsinque, disputou a prova de velocidade individual, terminando na quinta posição.
Em Melbourne 1956, voltou a disputar a prova de tandem, sendo eliminado nas quartas de final.